# Kurt von Ohlen und Adlerskron
Kurt von Ohlen und Adlerskron (ur. 25 kwietnia 1846 w Prudniku, zm. 21 października 1900 w Osieku Grodkowskim) – niemiecki polityk, właściciel Osieka Grodkowskiego, Jaszowa i Lipowej.

## Życiorys
Urodził się w Prudniku (wówczas pod nazwą Neustadt in Oberschlesien). Pochodził z rodziny szlacheckiej. Od 1864 do 1868 studiował prawo na uniwersytetach w Bonn i Berlinie. W 1868 roku otrzymał doktorat na Uniwersytecie Friedricha Schillera w Jenie. Odziedziczył po matce miejscowości Osiek Grodkowski, Lipowa (Deutsch Leippe) i Jaszów. W latach 1874–1879 był starostą w powiecie Grottkau.
W latach 1877–1883 na jego zlecenie na podstawie projektu Alexisa Langera pałac w Osieku Grodkowskim przebudowano: dobudowano neogotycki krużganek wokół wewnętrznego dziedzińca i zmieniono wystrój niektórych pomieszczeń.
Od 1878 do 1881 był deputowanym do Reichstagu IV kadencji dla okręgu Wrocław 4 (Namysłów, Brzeg).